# Gelibarb
Gelibarb (Puntius gelius) är en fiskart som först beskrevs av Hamilton 1822.  Gelibarb ingår i släktet Puntius och familjen karpfiskar. IUCN kategoriserar arten globalt som livskraftig. Inga underarter finns listade i Catalogue of Life.